# Agostino Lauro (armatore)
Agostino Lauro (Ischia, 1917 – Genova, 2 gennaio 1989) è stato un armatore italiano, fondatore della compagnia di navigazione Linee Lauro, oggi nota come Alilauro.

## Biografia
Nato ad Ischia nel 1917, fu fin da piccolo appassionato di mare e nel 1944 fondò la compagnia di navigazione Linee Lauro, inaugurando il primo collegamento tra Ischia e Capri con l'impiego del traghetto Freccia del Golfo.
Lauro, oltre ad essere ricordato per essere stato colui che più ha dato impulso alle comunicazioni marittime tra le isole del golfo di Napoli e la terraferma, è noto per la sua traversata atlantica da Napoli a New York al comando del Buona Speranza, che gli valse il soprannome di secondo Cristoforo Colombo.
È considerato il papà della continuità territoriale: con lui gli ischitani iniziarono ad andare sulla terraferma e a tornare anche di sera, grazie a quelli che lui definiva "i mezzi con le ali" riferendosi ai propri aliscafi.
Negli anni, acquisendo piccole motonavi in legno poi modificate con intuizioni geniali (fu lui a creare il portellone per imbarcare gli autoveicoli), riuscì a costruire una delle flotte più efficienti e durature del secolo.
Dopo la Freccia del Golfo, Lauro acquisì diversi traghetti tra cui l'Isefjord, ribattezzato poi in suo onore Agostino Lauro. 
Il 2 gennaio 1989, mentre si trovava in viaggio verso Genova per visitare il traghetto Heidi, fu stroncato da un infarto all'età di 72 anni. Il feretro, trasferito ad Ischia a bordo della motonave Angelina Lauro, venne accolto dai fischi delle navi ormeggiate in porto. Con la morte di don Agostino Lauro, come era chiamato dai locali, il controllo dell'azienda passò al figlio Salvatore Lauro.

## Cariche
- Presidente di Alilauro (1944-1989)

## Onorificenze
- Cavaliere del lavoro (1974)[3]